# Kopce (Lewino)
Kopce – część wsi Lewino w Polsce, położona w województwie pomorskim, w powiecie wejherowskim, w gminie Linia.
W latach 1975–1998 Kopce administracyjnie należały do województwa gdańskiego.